# Étienne Heudelet de Bierre
Pour les articles homonymes, voir Bierre.
 (octobre 2019).
Si vous disposez d'ouvrages ou d'articles de référence ou si vous connaissez des sites web de qualité traitant du thème abordé ici, merci de compléter l'article en donnant les références utiles à sa vérifiabilité et en les liant à la section « Notes et références ».
Étienne Heudelet de Bierre, né le 12 novembre 1770 à Dijon et mort le 20 avril 1857 à Paris, est un général français de la Révolution et de l’Empire, devenu comte d'Empire, et qui a reçu des distinctions dans les divers régimes : chevalier de Saint-Louis en 1814, pair de France en 1832, grand-croix de la Légion d'honneur le 18 février 1836.

## Biographie

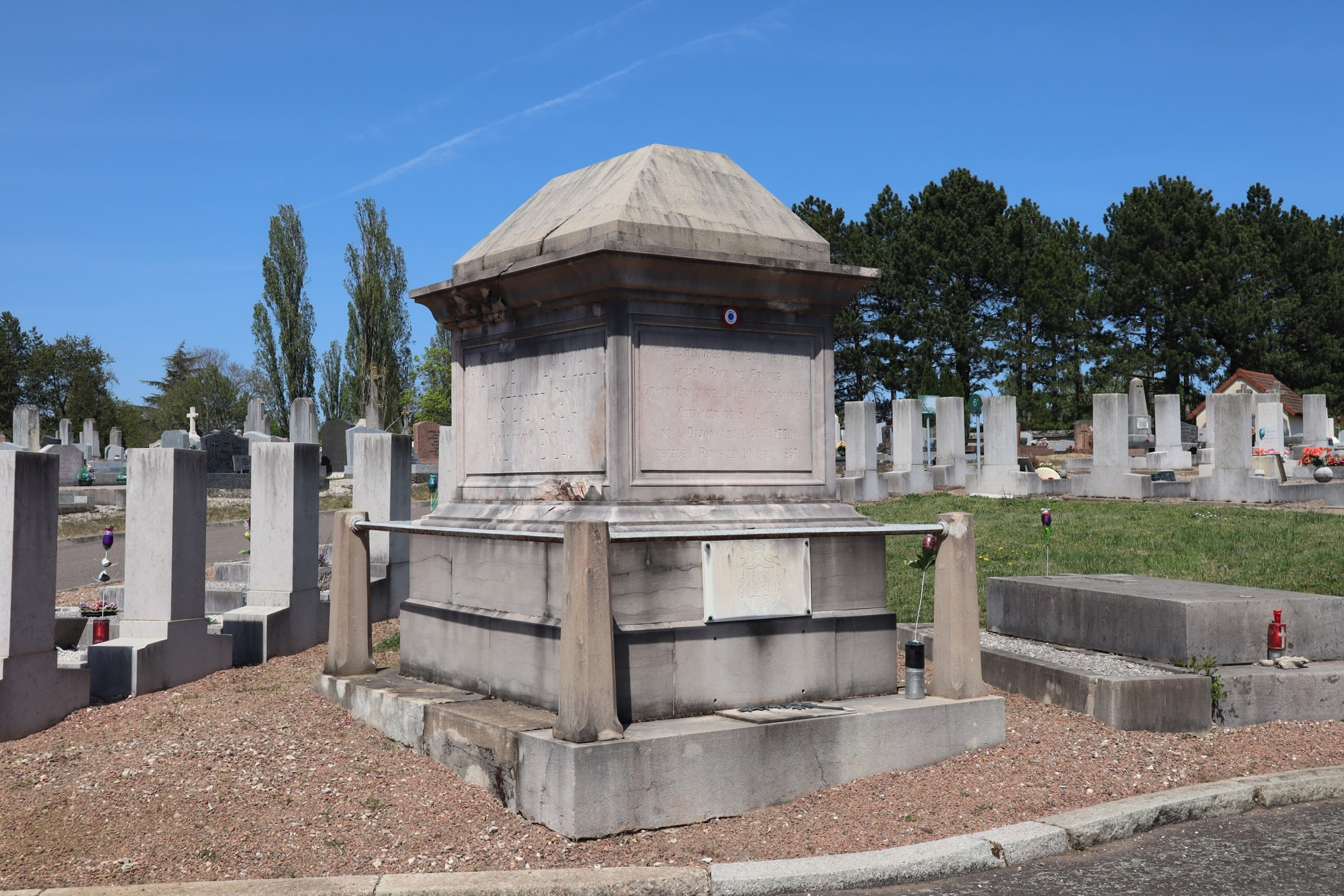
Tombe du Général Étienne Heudelet de Bierre

Il est le fils d'un commis à la direction des fermes générales du parlement de Bourgogne, Nicolas Heudelet, procureur du roi et époux de Claudine Bonnouvrier, fille et petite-fille de notaire royal à Arc-sur-Tille. Commençant au service des armées révolutionnaires, il sert sous l'Empire, recevant le titre de comte. En 1808, il reçoit de l'Empereur de grands domaines en Westphalie qu'il conserve jusqu'au traité de Vienne. Il se rallie à la Restauration, et sert encore sous la monarchie de Juillet. Il meurt le 20 avril 1857, place des Vosges à Paris. Il est enterré au Cimetière des Péjoces à Dijon.

### Famille
Famille vigneronne originaire de Haute-Saône, Sébastien Heudelet de Bierre épouse Marie Thérèse Villequez, née à Besançon dans le Doubs le 25 avril 1785, sœur jumelle de Marc Joseph Charles Villequez et enfants du conseiller du roi au parlement de Franche-Comté. Le mariage a lieu à Bucey-lès-Gy (Haute-Saône) le 9 novembre 1800. C'est elle qui gérera les terres du château de Bierre pendant les nombreuses campagnes du général et elle finance la restauration de l'église du village, classée au titre des monuments historiques. Elle est enterrée au cimetière de Bierre-lès-Semur.
Les Villequez étant fortement implantée en Franche-Comté (Bucey-lès-Gy), conseillers du Roi et juristes au Parlement de Franche-Comté, il conservera des liens étroits avec sa belle-famille, comme les Muguet de Nanthou avocats au Bailliage de Gray et leur descendance les barons de Bréda, les Caron maître de forges à Seveux et à Quingey et leur descendance Caron de Lessan, les Braconnier à Soing hérité ensuite par les Muguet de Nanthou et les Falatieu et leur descendance Barberot d'Autet au château d'Autet, ou les Bezanson propriétaires de filatures de coton à Breuches et leur descendance les barons de Gail. La descendance Heudelet perdure dans la Haute-Saône par les Gillet de Thorey et les Lasnet de Lanty à Champlitte.

### Descendance
Son fils le comte Léon Heudelet de Bierre, officier de cavalerie, n'ayant que des filles, vend le château de Bierre en 1848. Sa nombreuse descendance est constituée par les Bastide du Lude (son arrière-petit-fils, Gaston Bastide du Lude, publia sa biographie), les Gillet de Thorey, les Laage de Meux, les d'Hauteville, les Brunel, les Lasnet de Lanty, les Leusse, les Colas des Francs, Les Dereix de Laplane, les Laparre de Saint-Sernin.
Sa petite-fille Alix Bastide du Lude épouse Aignan Jacques Alexis Germon, maire d'Orléans et président de la Chambre de commerce ; Maurice Bastide du Lude, un des arrière-petits-fils du général, devint un artiste de renom en sculpture et gravure.

## Carrière militaire

### Guerres de la Révolution française
Lieutenant au 3e bataillon des volontaires de la Côte-d'Or en 1792, adjoint aux adjudants-généraux la même année, aide-de-camp du général de cavalerie Dubois le 1er septembre 1793, et quelques mois après aide de camp du général Michaud, commandant en chef de l'armée du Rhin. Il est promu adjudant-général chef de brigade le 29 septembre 1794, après s'être distingué autant par ses talents que par son courage aux armées du Rhin et de la Moselle. Il participe alors au blocus de Mayence.
En 1795, il devient chef d'état-major du général Gouvion-Saint-Cyr à l'armée de Mayence. En 1796, il commande l'avant-garde du général Delmas et l'avant-garde au passage du Rhin sous Moreau. Il obtient à cette occasion les félicitations de ce dernier et du gouvernement. Promu au grade de général de brigade le 5 février 1799, il sert d'abord à l'armée d'observation puis est ensuite chargé d'une mission secrète par Bernadotte, passe à l'armée du Danube et fait échouer, à la tête de la 5e division qu'il commandait par intérim, le passage de l'Aar tenté par l'archiduc Charles. À Hohenlinden il fait partie de la division Ney. Après un temps de non-activité, il commande le département de l'Aube en 1803. Il est promu au grade de commandeur de la Légion d'Honneur le 14 juin 1804.

### Général de l'Empire
Pendant la campagne d'Autriche, il se distingue à diverses reprises. Il est à la tête de l'avant-garde de Davout et se signale par le passage de l'Enns à Steyer, et par le combat de Mariazell le 8 novembre 1805, où il bat la division du général autrichien Merveldt forte de dix bataillons, fait 1 500 morts et prend 4 000 prisonniers, avec 10 canons, six drapeaux et plus de cent voitures d'équipages. À Austerlitz il se distingue de nouveau et est nommé général de division le 24 décembre 1805. Chargé de la 2e division du 7e corps en mai 1806, il se montre d'une manière brillante à Iéna et à Eylau, où une balle lui traverse le corps. Il est créé baron d'Empire le 2 juillet 1807. En 1808, il commande la 3e division du 8e corps de l'armée d'Espagne, d'où il passe à l'armée de Portugal en 1809, et rend d'importants services dans ces deux campagnes. Rentré en France en 1811 pour cause de santé, il forme ou inspecte en 1812 différents corps qui se rendent en Russie. Le 12 mai on lui confie la 2e division de réserve pour protéger le pays depuis l'Escaut jusqu'à la Baltique.
Après la retraite de Russie,il entre dans la place de Dantzig et fait partie de la garnison sous les ordres du général Rapp. Conduit prisonnier de guerre à Kiow, il envoie de cette ville le 4 juin son adhésion au rétablissement des Bourbons. Rentré en France le 5 septembre, il commande la 18e division militaire lors du retour de Napoléon Ier. Il montre d'abord quelque hésitation, puis finit par accepter le commandement de la 15e division d'infanterie de l'armée du Rhin. Le 17 juin, une dépêche télégraphique l'appelle à Paris ; il part le 19, avant le commencement des hostilités, apprend en route les événements de l'armée du Nord et se retire sur ses terres de Bierre-lès-Semur.

### Restauration
Commandant de la 18e division militaire (Département de la Côte d’Or) à la 1re Restauration, le roi ne tarde pas à le nommer gouverneur de la 4e division à Nancy, puis de la 3e à Metz. Il est appelé comme témoin dans le procès du maréchal Ney, fait une déposition très loyale qui déplaît aux réactionnaires de l'époque et le fait mettre en non-activité, puis en 1819, en disponibilité et plus tard à la retraite. Après la Révolution de 1830, le comte Heudelet de Bierre, retiré dans ses terres de l'Auxois, est rétabli sur les cadres de l'activité et nommé inspecteur général d'infanterie.
Il exerce depuis plusieurs commandements militaires jusqu'en 1835, où il est classé dans le cadre de non-activité. Il devient conseiller général du canton de Précy-sous-Thil, en Côte d'Or de 1819 à 1838. Placé dans le cadre de réserve le 15 août 1839, il est admis à la retraite le 30 mai 1848, puis replacé dans le cadre de réserve le 1er janvier 1853 par l'empereur Napoléon III.
Les papiers personnels du général Heudelet de Bierre sont conservés aux Archives nationales sous la cote 192AP.

## Armoiries
| Figure | Blasonnement |
|        | Armes du baron Zaepffel et de l'Empire D’argent à cinq cotices d’azur semées de trèfles d’or ; au quartier des comtes militaires de l'Empire brochant. |